# Canopidae
Famille
Genre
Synonymes
- Chlaenocoris Burmeister, 1835
- Cursula Walker, 1867[1]

Les Canopidae sont une famille d'insectes hétéroptères (punaises). Elle est monotypique, c'est-à-dire ne comprend qu'un seul genre, Canopus, avec huit espèces connues, endémiques des régions néotropicales.

## Description
Ces punaises ont le corps arrondi et nettement convexe (hémisphérique), presque noir, brillant, parfois à reflets pourpré ou vert. Leurs antennes ont 5 articles, le second très court et globuleux. La tête est inclinée en avant, dépassant de peu les yeux. Les tibias ne sont pas épineux, et les tarse comptent 3 articles. Les marges antérieures du pronotum prolongent les marges latérales en un arc arrondi. Le scutellum est très développé, arrondi à l'apex et recouvrant la majeure partie de l'abdomen et des ailes.  Elles mesurent de 5 à 8 mm de long. La membrane des ailes antérieures présente une série de veines parallèles. Cette aile présente également une manière particulière et propre à cette famille de se plier sous le scutellum. De même, la spermathèque des femelles présente une structure complexe propre,.

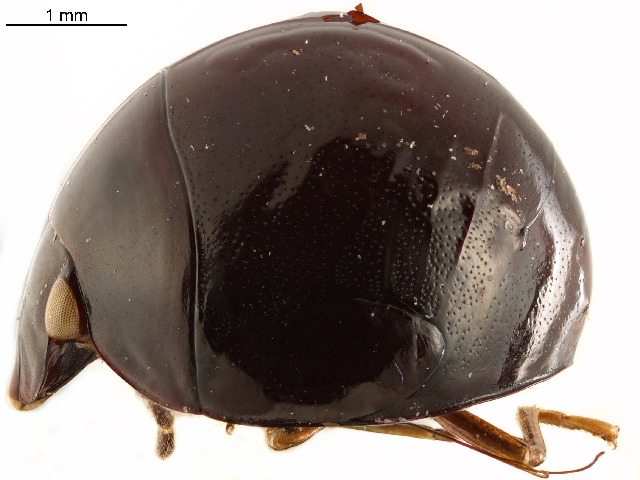
Canopus fabricii, vue latérale, Costa-Rica

## Distribution
Elles sont présentes en Amérique tropicale, du Costa-Rica et du Panama à l'Argentine. Une espèce est connue de Guyane française, C. germari.

## Biologie
On connaît mal la biologie de ces espèces. Toutefois, on pense qu'elles se nourrissent de champignons, car certaines ont été trouvées sur des sporophores de champignons polypores, aussi bien à des stades juvéniles qu'au stade adulte, et capturés en compagnie de coléoptères fongivores Erotylidae ou Staphylinidae. De plus des spores de champignons ont été trouvés dans leurs intestins, suggérant fortement qu'elles se nourrissent de champignons,. 

## Systématique
Le genre Canopus est décrit par Fabricius en 1803. Pour sa classification supérieure, elle est d'abord considérée comme une sous-famille des Pentatomidae par McAtee et Malloch, qui l'établissent en 1928. En 1979, McDonald leur donne le statut de famille séparée, écartant les ressemblance avec les Megarididae et les Plataspidae comme simplement superficielles. Il estime alors, en raison de caractères des organes génitaux, qu'elles sont plutôt proches des Scutelleridae. 
Les Canopidae font partie de la super-famille des Pentatomoidea au sein des Pentatomomorpha. Mais les dernières analyses à partir d'ADN (Grazia et al., 2008) n'ont pas permis de clarifier la position au sein de cette super-famille.
Aucun fossile n'a été retrouvé à ce jour. 

### Liste des genres et des espèces
Selon BioLib (30 juin 2022), avec certains compléments :
- genre Canopus Fabricius, 1803
  - Canopus andinus Horváth, 1919[10]
  - Canopus burmeisteri McAtee & Malloch, 1928
  - Canopus caesus (Germar, 1839)
  - Canopus fabricii McAtee & Malloch, 1928
  - Canopus germari McAtee & Malloch, 1928
  - Canopus globosus Horváth, 1919[11]
  - Canopus impressus (Fabricius, 1801)
  - Canopus orbicularis Horváth, 1919